# 沼螺
沼螺（学名：Parafossarulus manchourica），又名小田螺，是一個細小的淡水螺物種，是腹足綱軟體動物的一種。舊屬前鰓亞綱中腹足目沼螺科沼螺属，今屬玉黍螺類支序截螺總科的沼螺科。
本物種在醫學界有很重要的地位，因為牠們在東亞是中華肝吸蟲的第一中間宿主。

## 亞屬
- Parafossarulus  manchouricus japonicus (Pilsbry, 1901)[7]

## 形態描述
螺层5.5層。螺殼宽6 mm，高10 mm。
沼螺的外型跟圓沼螺（又名赤豆螺）很相似，但沼螺的體積較大。
本物種的單倍體染色體數量為17。

## 分佈
本物種分佈於下列各地：俄羅斯（黑龍江 盆地）、日本（本州、九州及四國）、韓國、台湾及中国大陆。
本物種的模式產地位於黑龍江及南西伯利亞的其他河流。

## 棲息地
本物種生活於淺水的池塘或灌溉水道中，常栖息在河川、池塘。

## 寄生蟲
本物種也是中華肝吸蟲（Clonorchis sinensis）的第一中間宿主。

## 延伸閱讀
- Kim, C. H. . Chungnam Med. J. 1976, 3 (1): 15–20.

## 參看
- Bithynia fuchsiana